# Hypogastrura obliqua
Hypogastrura obliqua är en urinsektsart som beskrevs av John Tenison Salmon 1949. Hypogastrura obliqua ingår i släktet Hypogastrura och familjen Hypogastruridae. Inga underarter finns listade i Catalogue of Life.